# Ghetto de Brzesko
Le ghetto de Brzesko était un ghetto juif polonais créé par l'Allemagne nazie en 1940 dans la ville polonaise de Brzesko située dans le district de Cracovie, à environ 65 km de Cracovie.

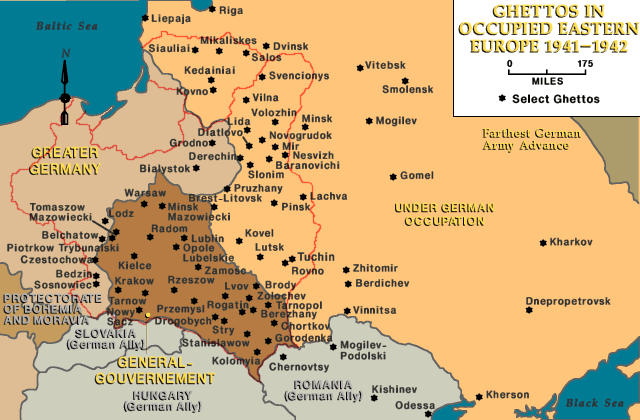
Principaux ghettos en Pologne et en Europe de l’Est (1941-1942). Brzesko est situé entre Krakow et Tarnów

Le ghetto était initialement un ghetto ouvert. En 1942, des murs furent érigés pour en faire un ghetto fermé. On estime que 4 000 Juifs y vivaient, mais 2 000 autres y ont déménagé en 1942, beaucoup arrivant de Cracovie et des environs. Les juifs  du ghetto de Brzesko furent envoyés au camp d' extermination de Bełżec et d' Auschwitz. Après sa liquidation, le ghetto ferma fin 1942.

## Contexte
Environ la moitié de la population de Brzesko (soit 2 116 personnes) était juive avant la création du ghetto,. À l’arrivée de l’armée allemande le 5 septembre 1939, des prises d'otages de juifs ont lieu et leurs rançons doivent être payées par la ville. La synagogue est également brûlée le même mois. Les entreprises appartenant à des Juifs sont forcées d'indiquer qu'elles appartiennent à des Juifs et leurs activités sont arrêtées. De nombreux Juifs sont contraints de quitter leur métier et de reprendre de nouveaux emplois qui leur avaient été confiés par les forces allemandes, dont de nombreux travaux de nettoyage. Les personnes soumises à ce travail forcé comprennent des hommes âgés de 15 à 60 ans. De plus, les Juifs doivent porter un brassard arborant l'étoile de David sur leur bras droit. Les juifs deviennent également exclus des restaurants, parcs et magasins. Bien qu'ils soient confrontés à une forte discrimination, de nombreux Juifs se considèrent toujours comme des citoyens de la ville et continuent d'y contribuer. De plus, des cambriolages de propriétés juives prennent place rendant la vie plus difficile pour la population juive.
Les citoyens juifs sont sujets à des exécutions sommaires, les victimes étant choisies aléatoirement ou sélectionnées par l'OrPo, la police de l'ordre (public) allemande. Parmi les policiers impliqués figuraient Wilhelm Rommelmann, Lapsch et Beck. La gendarmerie allemande de Brzesko est responsable des assassinats des Juifs et des Polonais ethniques de Brzesko et sa région.
En mars 1941, des juifs de Cracovie sont réinstallés dans la ville.

## Le ghetto
Le ghetto est ouvert à sa creation à l'automne 1941 ce qui signifie qu'aucune barrière n'empêche les juifs de sortir en principe. Le ghetto est marqué à l'aide de panneaux. Cependant, les Juifs n'étaient pas autorisés à partir et tout mouvement entrant ou sortant de la ville était surveillé. Le statut ouvert du ghetto permit la contrebande de nourriture par la communauté aryenne voisine. Après sa fermeture, cette responsabilité incombait à la police juive. Cette section de la police juive était dirigée par Diestler, un ancien soldat de l’Armée autrichienne. Les interactions entre les résidents juifs et la police juive se tiennent la nuit.
Le peuple juif vivant dans le ghetto manquait également de vêtements chauds et de meubles que les troupes allemandes les avaient réquisitionées pour les besoins de l'invasion de la Russie. En Juin 1942, environ 180 juifs sont tués en pleine rue et 560 sont déportés vers le camp d'extermination de Belzec. À la mi-juillet 1942, le ghetto ouvert devient un ghetto fermé à la suite de la construction d'une clôture autour de la ville. Il s’étend sur 3 zones: rue Berka Joselewicza, puis tous les bâtiments au nord de la Place du marché jusqu'à la rue Rynek Sienny (connue aujourd'hui sous le nom de rue Sobieskiego et rue Chopin), et enfin rue Głowackiego jusqu'à la rue Trzcianka et la place Kazimierz Wielki,. Lors de sa creation, 3 000 juifs y vivent mais, à l’été 1942, environ 6 000 juifs y sont entassés. La surpopulation devient alors un problème. Le camp compte une dizaine de personnes par fenêtre, ce qui rendait les conditions sanitaires difficiles. Une épidémie de typhoïde éclate. Cette maladie est d’ailleurs l'une des principales causes de décès dans le ghetto avec la famine. Maurycy Gross fut l'un des médecins aidant les personnes atteintes de fièvre typhoïde. Malgré la typhoïde et la faim, les forces allemandes représentent la principale source de décès dans le ghetto. Lorsqu'un juif est abattu, d'autres juifs de la communauté sont forcés à signer un document déclarant qu'il était mort de causes naturelles. En outre, les Juifs doivent payer pour toutes munitions utilisées pour les tuer. Au cours de l'année 1942, la police de l'Ordre, avec Lapsch, Wagner et Mikler, mena trois Aktions  au sein du ghetto de Brzesko. La troisième Aktion eut lieu le 18 juin 1942. 180 Juifs furent tués en pleine rue et 560 déportés vers le camp d'extermination de Belzec.

## Déportation vers les camps d'extermination
Le 17 septembre 1942 (ou le 12 ), les nazis procèdent à la liquidation du ghetto. Environ 2 000 Juifs sont envoyés au camp d'extermination de Belzec, à environ 250 kilomètres de Brzesko. La même année, 4 000 autres Juifs sont envoyés au camp d'extermination d'Auschwitz. Afin d'accomplir la déportation, tous les Juifs vivant à Brzesko étaient rassemblés sur la place de la ville ou les citoyens jugés trop faibles pour voyager sont abattus. Les Juifs restant sont envoyés à Tarnów ou tués sur place. En décembre 1942, 15 juifs furent amenés de Zakliczyn et abattu au cimetière juif. Le cimetière de Kirkut a été le lieu de nombreuses exécutions du ghetto de Brzesko.
Tout au long de la vie du ghetto, les juifs cherchèrent s'échapper comme dans les bois voisins. D'autres Juifs ont tenté de s'échapper en utilisant de faux documents aryens falsifiés pour eux. Paulina Tider et sa famille faisaient partie du groupe qui a obtenu des papiers aryens pour s'échapper de Brzesko. Dov Landau réussit a s’échapper avec son père en Juin 1942. Quiconque capturé en dehors des limites du ghetto fut arrêté par la police polonaise qui assurait la garde du ghetto et livré à la Gestapo. Pendant la déportation, le Dr Jan Brzeski a aidé certains des Juifs qui s'étaient échappés en les gardant en bonne santé jusqu'à ce qu'ils puissent sortir de leur cachette.
Environ 200 juifs de Brzesko survécurent.
Un juste parmi les nations, Helena Skrobotowicz, sauva un enfant du ghetto de Brzesko.

## Conseil juif (Judenrat) de Brzesko
Le Judenrat fut formé pour fournir des travailleurs aux autorités allemandes. Bien que le conseil fut composé de Juifs visant protéger la communauté juive locale, il servait les besoins allemands. Un recensement de Brzesko fut effectué dans ce cadre et montra que 3270 Juifs vivaient a Brzesko au 31 Mai 1941,. Le Conseil juif du ghetto fut dirigé par Jakub Hendler qui supervisa également les comtés voisins de Szczurowa et Borzecin.
D'autres groupes au sein de Brzesko comprenaient l'Organisation centrale pour la prise en charge des orphelins (CENTOS, Centralne Towarzystwo Opieki nad Sierotami), l'entraide sociale juive (JSS, Jüdische Soziale Selbsthilfe) et le Comité d'aide aux réfugiés et aux pauvres,.

## Après guerre
Le cimetière juif est situé à côté du cimetière municipal contient toujours les tombes de ceux qui sont morts pendant la Seconde Guerre mondiale. En 1947, un monument fut érigé dans le cimetière juif pour marquer l'emplacement de la fosse commune ou furent tués 200 juifs le 18 juin 1942,,. Une plaque commémorative de la Shoah à Brzesko a été posée sur le mur de la bibliothèque municipale, située a l'emplacement de la synagogue de Brzesko après sa profanation par les nazis.